# Философское исследовательское общество

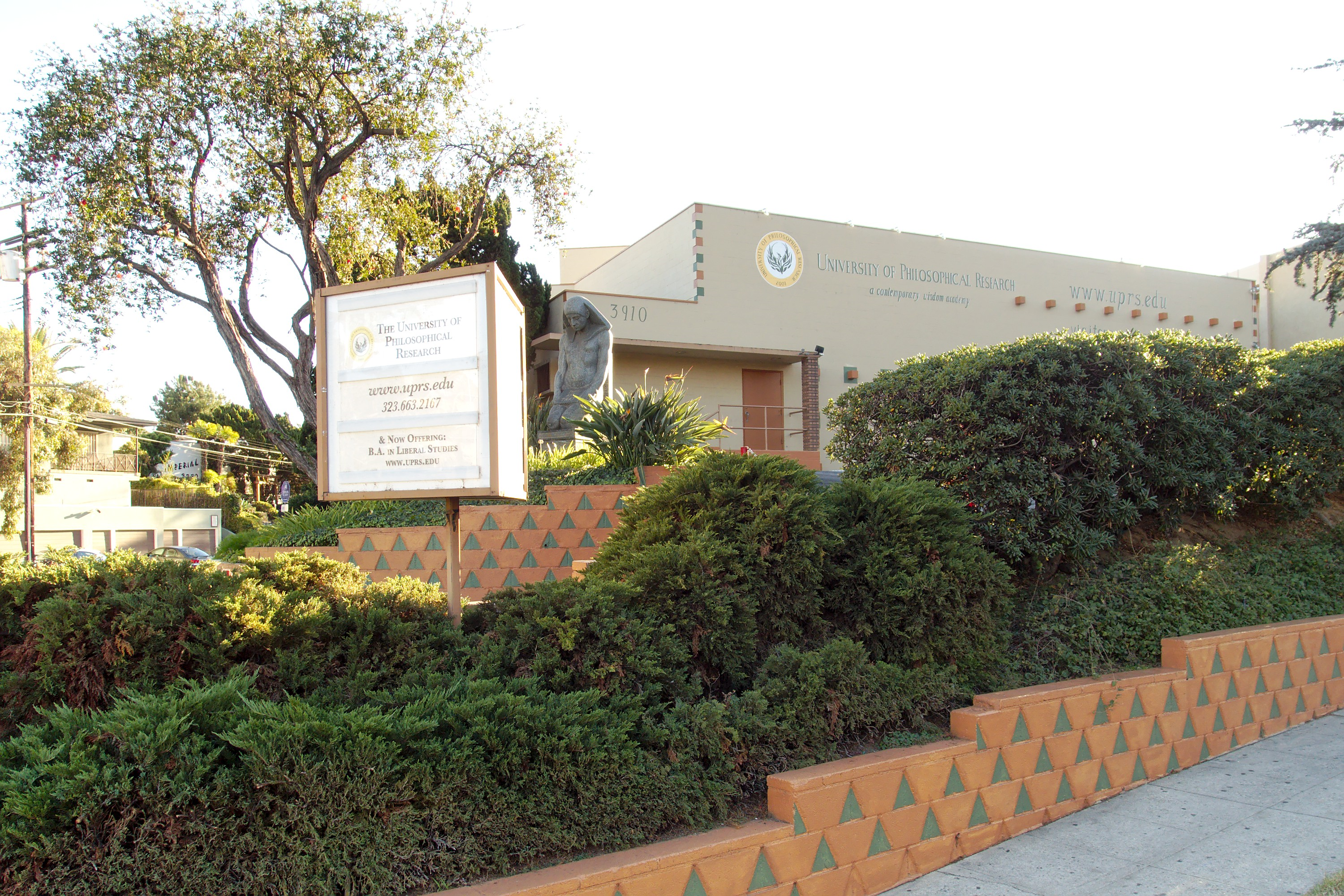
PRS штаб

Философское исследовательское общество — (англ. Philosophical Research Society, Inc. (PRS)) — американская некоммерческая организация, основанная в 1934 году Мэнли Палмером Холлом для содействия изучению мировой литературы в областях религии, мифологии, метафизики и оккультизма. Холл полагал, что накопленная мудрость человечества является неотъемлемым правом каждого человека и построил центр для обслуживания широкой общественности с этой целью.
Его нынешним президентом является Обадий С. Харрис, доктор философии. Под руководством доктора Харриса в 2000 году PRS был создан Университет философских исследований. Университет предлагает две аккредитованные на национальном уровне магистерские программы (M.A. in Consciousness Studies и M.A. in Transformational Psychology) и недавно утвержденную (в 2014 году) программу бакалавриата по гуманитарным наукам. Все программы студенты проходят онлайн.
PRS поддерживает исследовательскую библиотеку объемом более 50 000 томов, а также продает и публикует метафизические и духовные книги, в основном те, которые были созданы М. П. Холлом. Общество проводит лекции, семинары, издаёт книги и ежеквартальный журнал.
Штаб-квартира находится в Лос-Анджелесе, штат Калифорния. Здание на бульваре Лос-Фелис 3910 в районе Лос-Фелис было спроектировано архитектором Робертом Стейси-Джаддом и назначено как исторический памятник культуры Лос-Анджелеса.